# The World's Most Dangerous Ideas
The World's Most Dangerous Ideas ("As Ideias Mais Perigosas do Mundo") é um relatório especial anual publicado na revista Foreign Policy e que envolve as respostas de eminentes intelectuais solicitados a emitir alertas precoces sobre ideias ou ideologias com grande potencial destrutivo nos anos seguintes. Alguns destes alertas têm levantado acusações de alarmismo.

## Exemplos notáveis
- Transumanismo